# Ľudmila Podjavorinská
Mudmila Podjavorinská fue un seudónimo utilizado por Ľudmila Riznerová (26 de abril de 1872 – 2 de marzo de 1951), una escritora eslovaca considerada la primera  poeta importante para su país, pero más conocida por sus libros infantiles. Escribió bajo varios seudónimos diferentes, incluidos Božena, Damascena, Ľ. Šeršelínová, Ľ. Špirifangulínová, Ľudka y Ľudmila .

## Biografía
Nació en el pueblo de Bzince pod Javorinou. Su tío Ľudovít Rizner la animó a enviar sus primeros escritos a los periódicos para su publicación. Podjavorinská tuvo como mentoras a tres escritoras contemporáneas: Terézia Vansová, Elena Maróthy-Šoltésová y Božena Slančíková. Colaboró en varias publicaciones periódicas eslovacas y tradujo poesía rusa al eslovaco.
Permaneció en su ciudad natal hasta 1910, cuando se trasladó a Nové Mesto nad Váhom. Por poco tiempo, alrededor de 1918, fue funcionaria de la Cruz Roja del distrito. Podjavorinská fue miembro de Živena, la primera organización de mujeres de Eslovaquia. En 1947, fue nombrada Artista Nacional de Checoslovaquia.
Podjavorinská murió en Nové Mesto nad Váhom a la edad de 78 años.
Un planetoide fue llamado Podjavorinská en su honor.

## Selección de trabajos[2][3]
- Z vesny života ("De la fuente de la vida"), poesía (1895)
- V otroctve ("En la esclavitud"), novela (1905)
- Žena ("Mujer"), novela (1909)
- Kytka veršov pre slovenské dietky ("Un ramo de poemas para niños eslovacos"), poesía infantil (1920)
- Balady ("Baladas"), poesía (1930)
- Veršíky pre maličkých ("Versos para los más pequeños"), poesía infantil (1930)
- Medový hrniec ("Olla de miel"), poesía infantil (1930)
- Baránok boží ("Cordero de Dios"), prosa infantil (1932)
- Klásky ("Orejas del grano"), poesía infantil (1947)